# Planktomya sinensis
Planktomya sinensis is een tweekleppigensoort uit de familie van de Lasaeidae. De wetenschappelijke naam van de soort is voor het eerst geldig gepubliceerd in 2000 door Xu F. & Li X..